# Taigastrandloper
De taigastrandloper (Calidris subminuta) is een vogel uit de familie van strandlopers en snippen (Scolopacidae). 

## Verspreiding en leefgebied
Deze soort komt voor in centraal en oostelijk Siberië en overwinteren van Zuidoost-Azië tot de Filipijnen en Australië.

## Voorkomen in Nederland
De taigastrandloper is een zeer zeldzame dwaalgast in West-Europa die slechts één keer in Nederland is waargenomen.